# Quận Putnam, New York
Quận Putnam (tiếng Anh: County) là một quận trong tiểu bang New York, Hoa Kỳ. Quận lỵ là thành phố Camel 6. Theo điều tra dân số năm 2000 của Cục điều tra dân số Hoa Kỳ, quận này có dân số 95745 người 2.